# Craniophora ligustri
Craniophora ligustri là một loài bướm đêm thuộc họ Noctuidae. Nó được tìm thấy ở châu Âu, qua Bắc Á tới Nhật Bản.

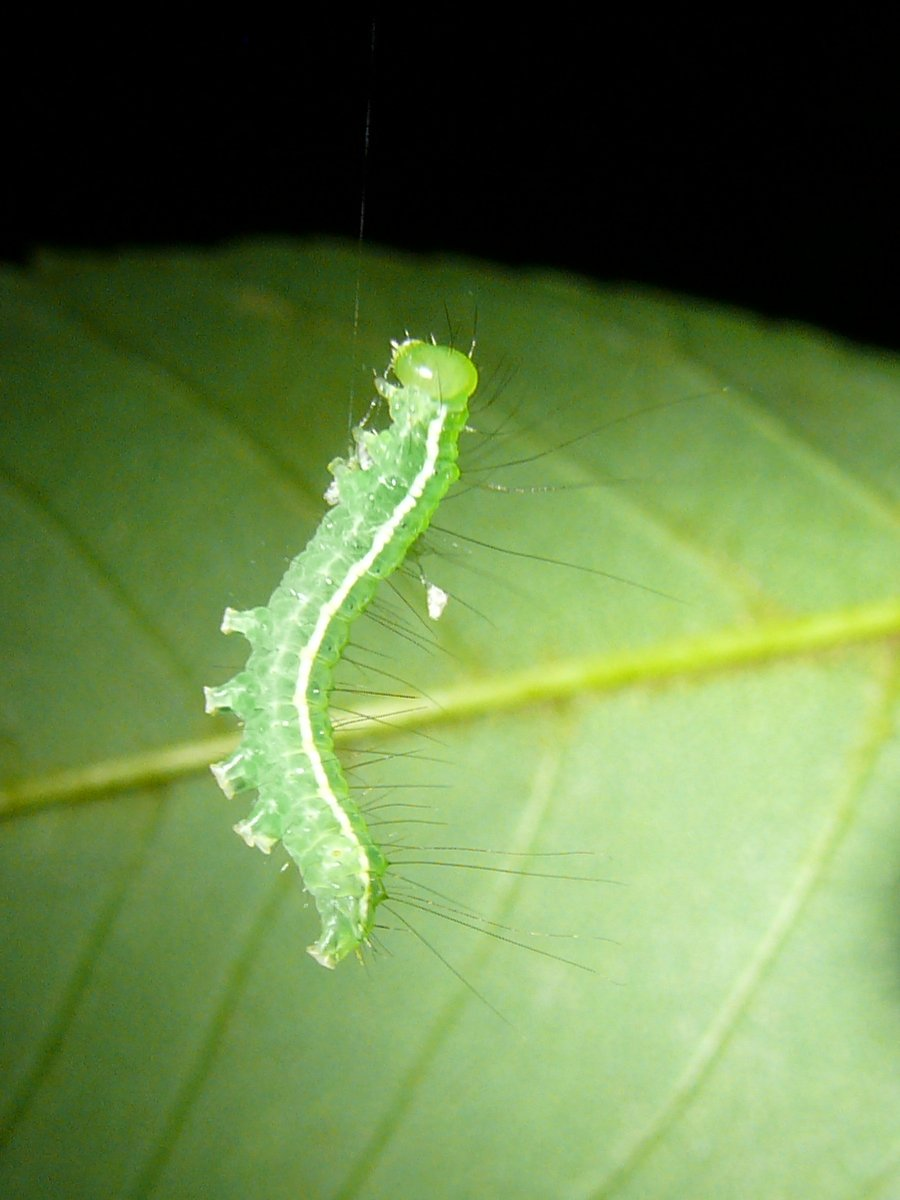
Sâu bướm

Sải cánh dài 30–35 mm. Con trưởng thành bay từ tháng 4 đến tháng 9 tùy theo địa điểm.
Sâu bướm ăn các loài Fraxinus excelsior, đinh hương châu Âu và Ligustrum vulgare.

## Hình ảnh

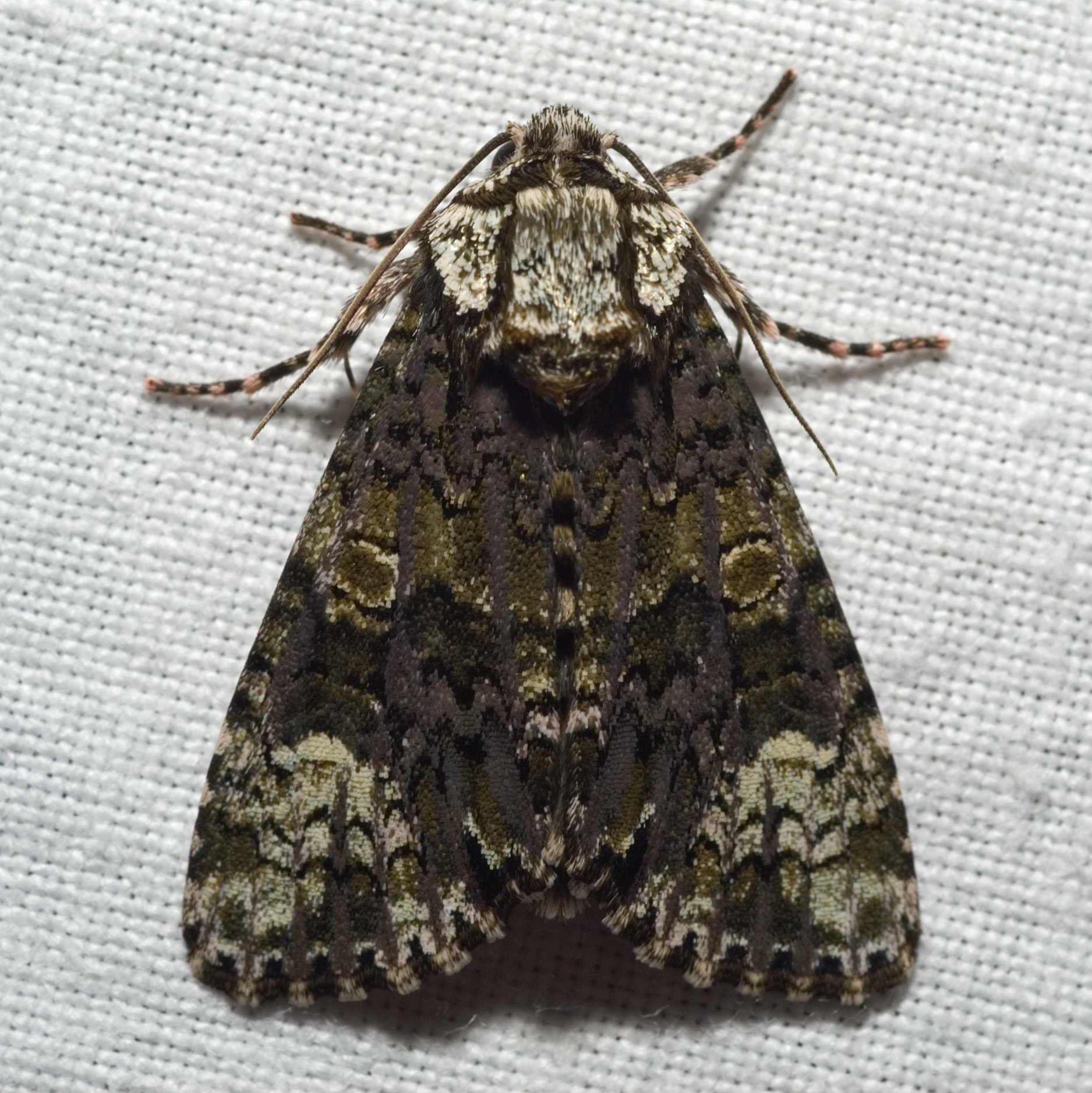
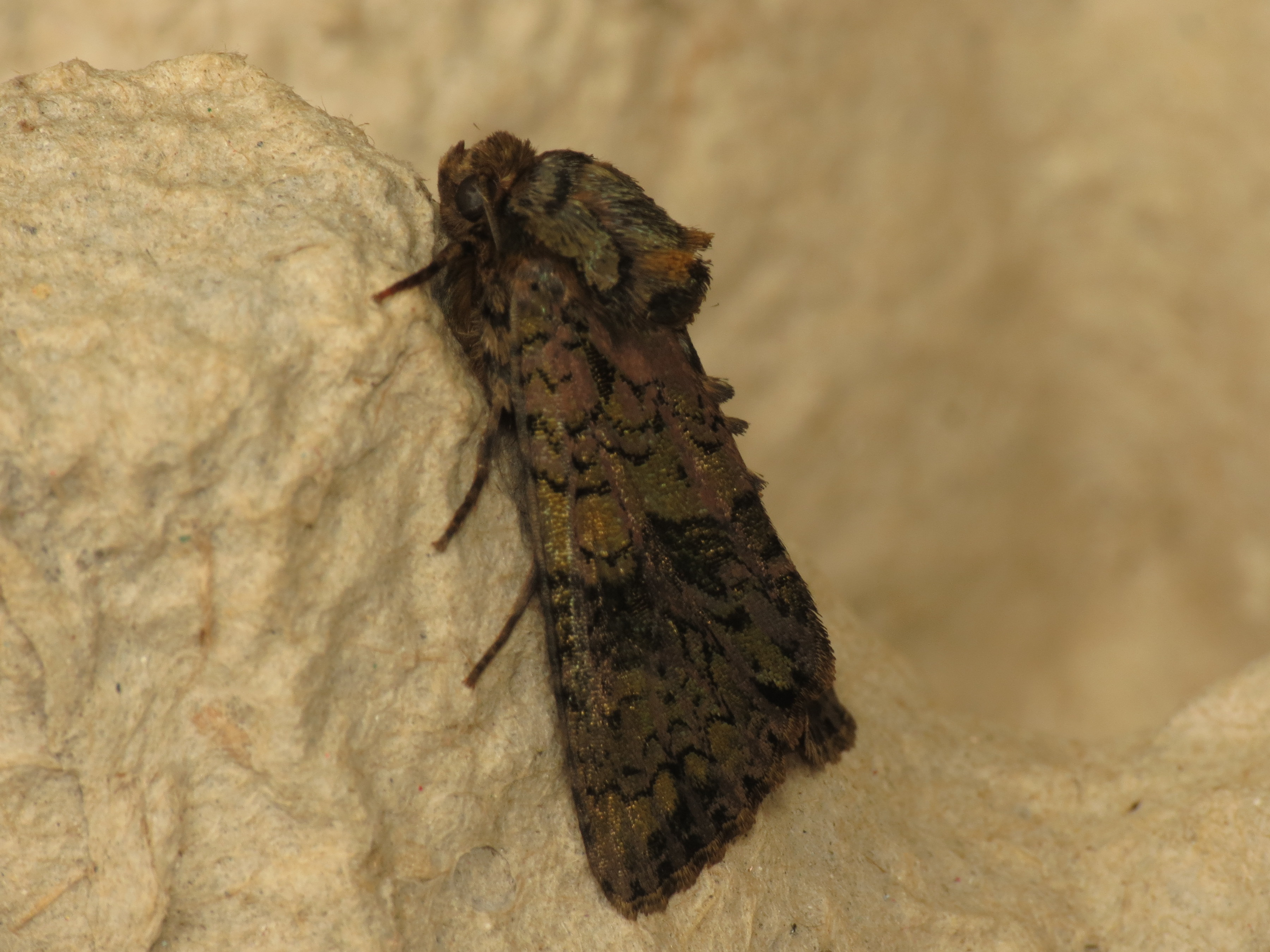
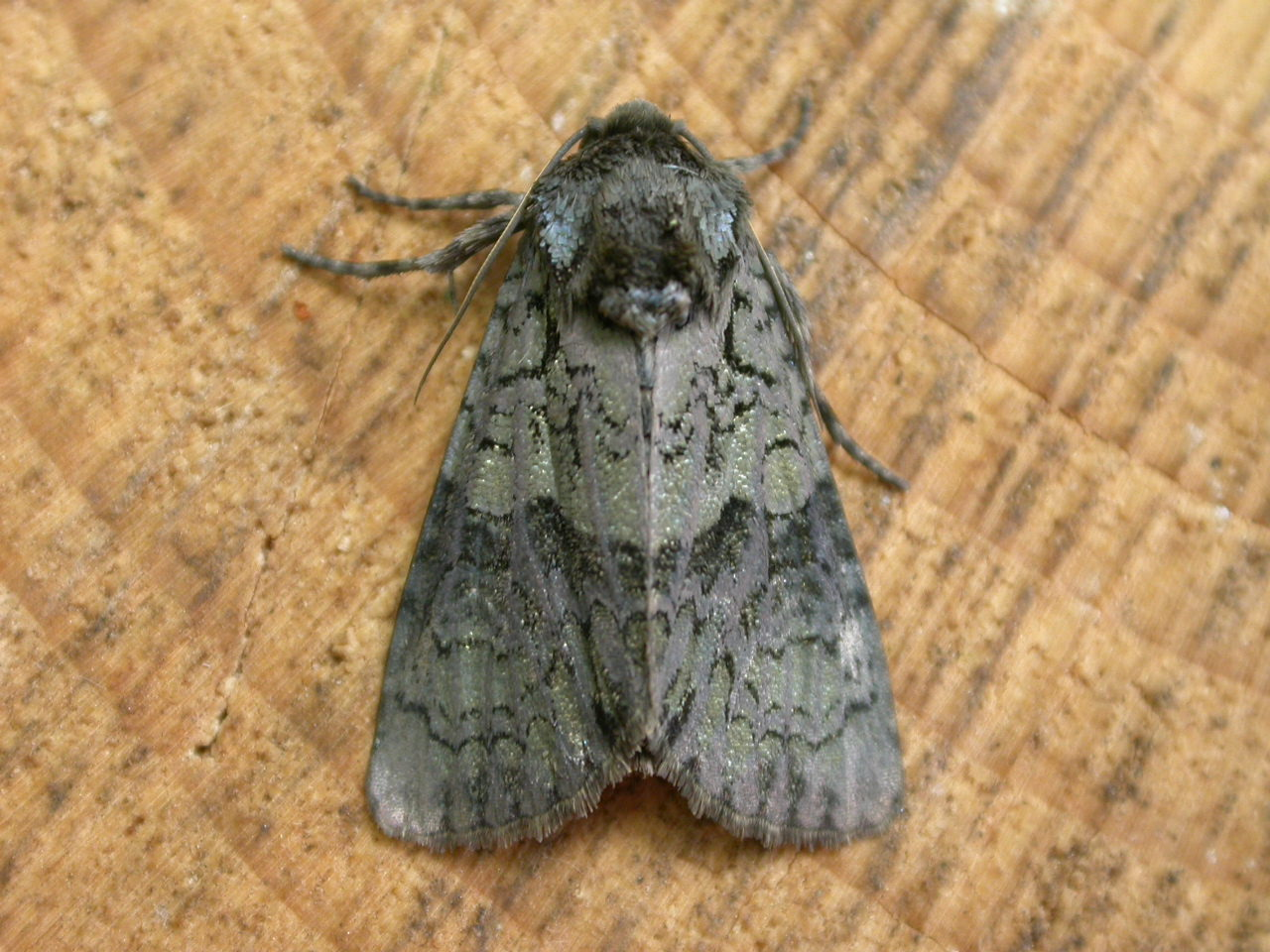
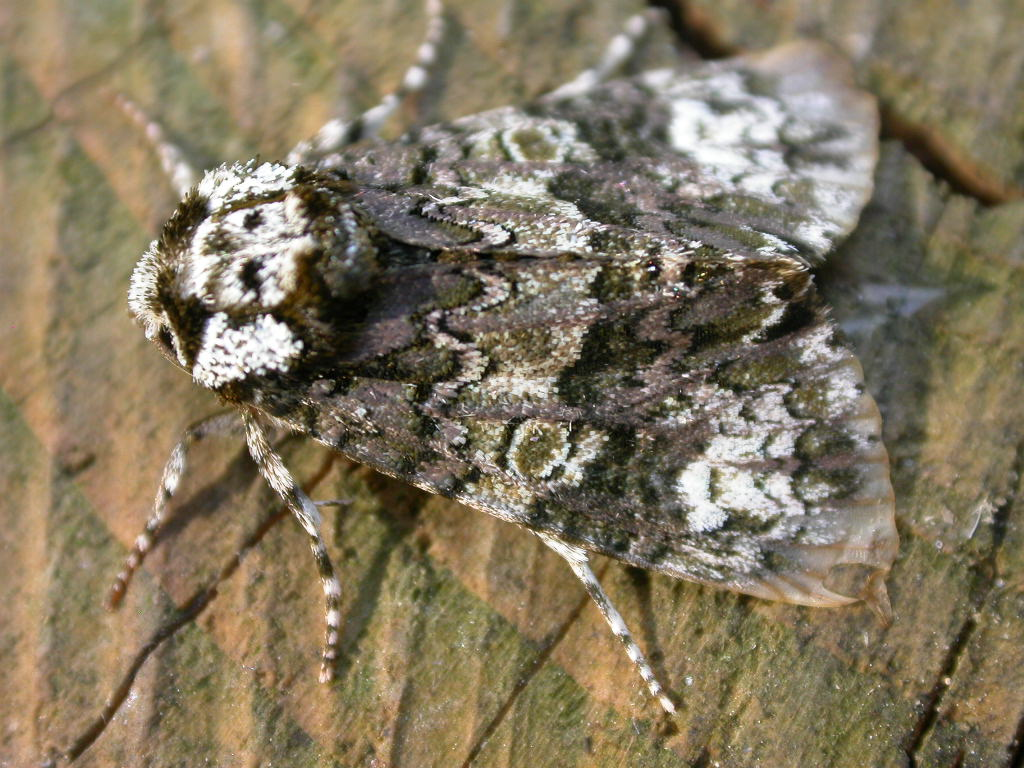